# Australski znakovni jezik
Australski znakovni jezik (auslan; ISO 639-3: asf), znakovni jezik gluhih osoba Australije kojim se koristi oko 14 000 osoba. Prve škole za gluhe imigrante Australije utemeljene su 1860.
Australski znakovni engleski je manuelni sistem engleskog govora, različit od australskog znakovnog jezika, i namijenjen osobama koje čuju za komunikaciju s gluhim osobama.
Srodan mu je britanski [bfi] i američki [ase] znakovni jezik.

## Vanjske poveznice
- Ethnologue (14th)
- Ethnologue (15th)